# Дилбой, Джордж

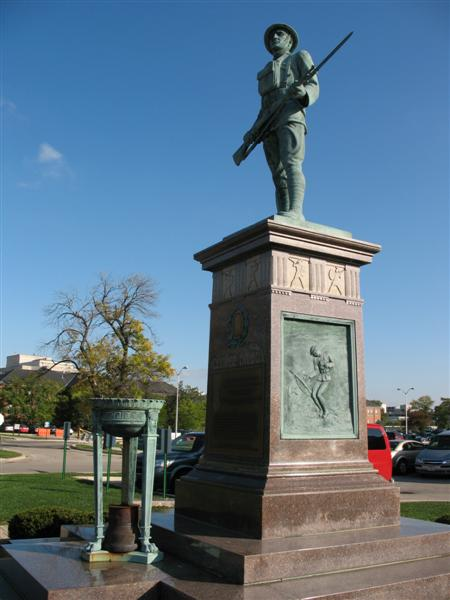
Памятник Джорджу Дилбою

Джордж Дилбой (англ. George Dilboy, при рождении Георгиос Дилвоис, греч. Γεώργιος Διλβόης; 5 февраля 1896, Алачати, Анатолия — 18 июля 1918, Торси-Белло, Франция) — «один из 10 величайших героев (американской армии) в Первой мировой войне» и первый греко-американец награждённый Медалью Почёта. (Пере)захоронен на Арлингтонском национальном кладбище. Его именем названы «Поля Дилбоя» и «Стадион Дилбоя» в Сомервилле, Массачусетс.

## Биография
Дилбой родился в греческом городке Алачати, Османская империя, на эгейском побережье Малой Азии, около Смирны. У его отца, Антониоса, и матери, Ясеми, (девичья фамилия Котари) было 9 детей.
Его отец эмигрировал в Америку в 1908 году, сыновья, включая Георгия, позднее, в 1910 году. Семья поселилась сначала в Бостоне, а затем в Сомервилле, Массачусетс.
В 1914 году, Георгиос Дилвос, в 18-летнем возрасте, последовал в Грецию, за группой священника Амросия Парасхакиса, в ожидании вступления Греции в войну против турок. Оставался год на греческом острове Хиос, куда бежала из соседнего Алачати его мать, с оставшимися с ней детьми, по причине турецких гонений на христиан Малой Азии в 1914—1918 годах. В феврале 1915 года он вновь уехал в Америку.
Вернувшись в Сомервилль, он пошёл в школу и работал несколько лет, прежде чем вступить добровольно в американскую армию и принять участие, под командованием генерала Джона Першинга, в военных действиях «национальной безопасности» на мексиканской границе в 1916—1917 годах, против революционеров Панчо Вильи.
За эти операции, после почётной отставки в 1917 году, Дилбой получил 3 медали: «Большой армии», «Республики» и «Ветеранов испанской войны».
В мае 1918 года, незадолго до окончания Первой мировой войны и после занятия немцами Французской Фландрии, английские и французские войска, усиленные американскими частями, развернули успешное контрнаступление в районе Марна (река) (18 июля-4 августа 1918).
Георгиос Дилвоис вновь вступил добровольцем в армию и был отправлен во Францию. 18 июля его рота сражалась в зоне контратаки в Торси-Белло, под огнём скрытых немецких пулемётных точек, вдоль железнодорожной линии. Рота получила приказ о их занятии. Приказ был исполнен лично Георгием. При исполнении приказа Георгий Дилбой погиб в возрасте 22 лет.
Командующий американскими экспедиционными силами во Франции и бывший командир Дилбоя в Мексике, генерал Першинг, Джон, охарактеризовал его как «одного из 10 величайших героев (американской армии) в Первой мировой войне».
19 января 1919 года, отец Джорджа Дилбоя получил от американской армии письмо, о посмертном награждении своего сына «Медалью почёта», за проявленное мужество и отвагу, превышающие и выходящие за пределы его военных обязанностей. Среди прочего, подписавший письмо, американский генерал упоминает греческое происхождение Георгия: «…Потомок племени Ксенофонта и Леонида доказал своё право упоминаться достойно рядом с теми героическими душами. В условиях подчинения и веры в усыновившую его родину (Америку) он опрокинул сегодняшний день, демонстрируя героические качества греческих предков, от которых он происходит…»

## Посмертные события
Георгиос Дилвоис оставался погребённым на союзном кладбище Аргона во Франции до 1922 года. Между тем, после капитуляции турок по окончании Первой мировой войны, в мае 1919 года греческая армия, по мандату Антанты, взяла регион под свой контроль и Алачати вошёл в оккупационную зону Смирны.
Мандат предписывал Греции контроль региона на 5 лет (до проведения референдума).
Семья Георгия, вернувшаяся в Алачати, запросила у американского правительства перезахоронить останки сына на Родине, в Алачати.
Тем временем, межсоюзнические антагонизмы привели к тому, что Италия, первой, стала оказывать поддержку туркам, за ней последовала Франция. Греческая армия нанесла поражение кемалистам в Сражении при Афьонкарахисаре-Эскишехире, но не разрешив вопрос о судьбе греческого населения Ионии, не решалась оставить Малую Азию и совершила в 1921 году поход на Анкару, которую не смогла взять.
Как писал греческий историк Д.Фотиадис «тактически мы победили, стратегически мы проиграли».
Фронт застыл на год.
В 1922 году гроб с останками Георгия, вместе с останками ещё 20 погибших союзников подлежащих перезахоронению, был представлен в ходе торжественного ритуала в Париже. Гроб был доставлен на борту эсминца в июле 1922 года на остров Хиос, а оттуда в Алачати.
10 июля почётный караул греческой и американской армии, мэр города Д.Галатианос, почётный консул США в городе С.Белениотис, члены семьи Георгия приняли участие в перезахоронении останков героя на его родной малоазийской земле.
17.000 жителей города и окрестных греческих сёл сопровождали Георгия в последний путь. Гроб с останками был помещён перед алтарём греческого православного храма Введения Богородицы. Панихиду возглавил митрополит Каллиник Кринский.
Как ответный жест американцам, сопровождавшим гроб Георгия, муниципалитет города дал центральной площади Алачати имя «Площадь Америки». Было принято решение захоронить гроб и установить над ним памятник или на «Площади Америки», или перед храмом Богородицы.
Начался сбор денег и объявлен конкурс на памятник. Гроб с американским флагом оставался в храме Богородицы.
Но события опередили осуществление этих планов.

## Поругание гроба
Застывший на год фронт был прорван в августе 1922 года.
Американский консул в Смирне Джордж Хортон запросил отправку в Смирну американских кораблей и получил ответ, что в силу нехватки кораблей будут отправлены «два эсминца для защиты жизни и имущества американских граждан».
Последовавшая резня происходила на виду союзных кораблей, стоявших на якорях в нескольких сотнях метров от набережной города, при том что «взрыв одного холостого снаряда, выпущенного с них на турецкий квартал города, отрезвил бы турок».
Резня в Смирне и близлежащих районах эгейского побережья Малой Азии в сентябре 1922 года была не только истреблением коренного греческого населения Ионии, но сопровождалась поджогом города, грабежами и актами вандализма турок по отношению к православным и армянским церквям и кладбищам.
турецкие солдаты захватили Алачати. Церковь была разграблена и гроб Дилбоя была осквернён. Американский флаг был выкраден турками с крышки гроба. Гроб был перевёрнут, после чего кости греко-американского героя войны были разбросаны турецкими мародёрами.

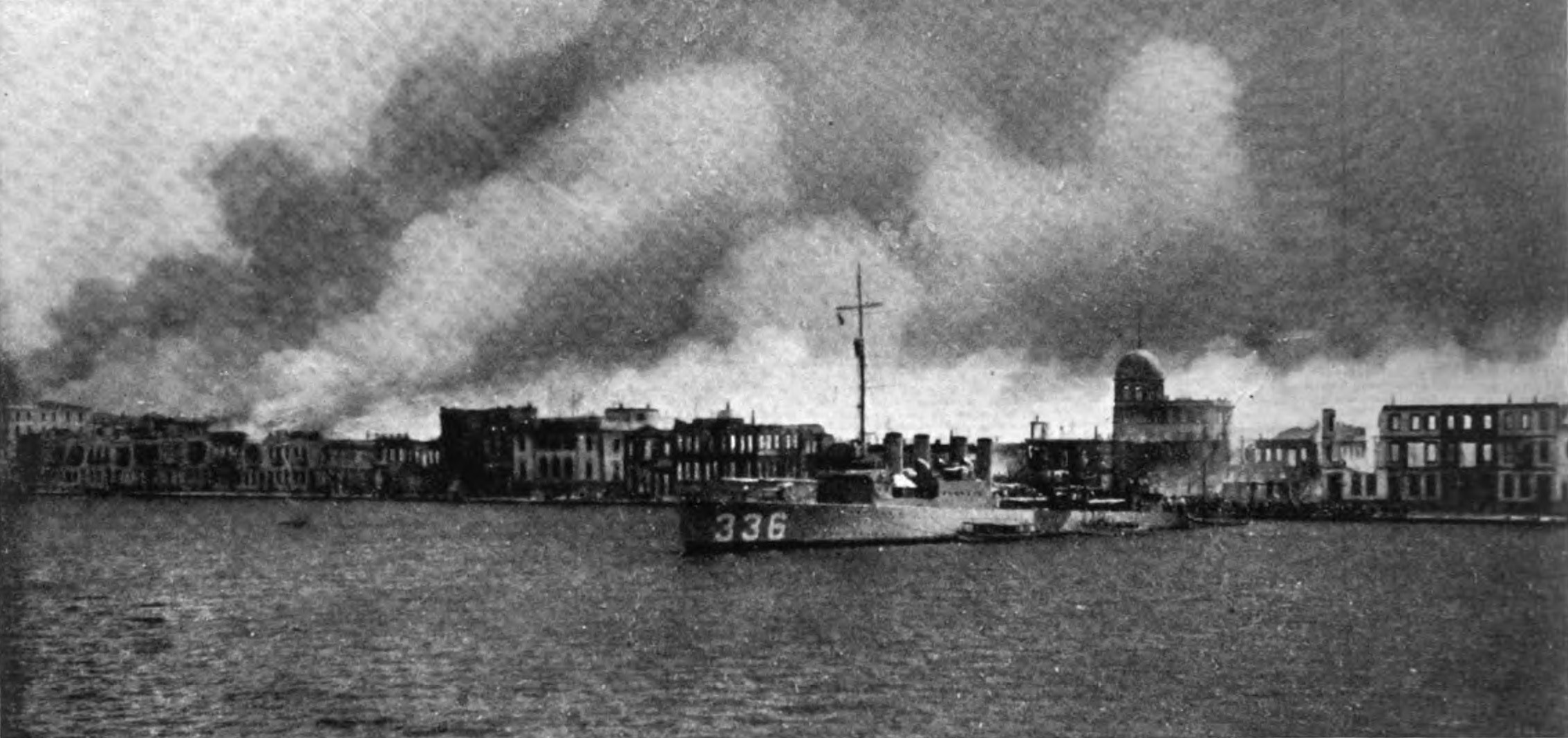
«USS Litchfield» в Смирне во время Резни и сожжения города турками

## Перезахоронение и память в США
Родственники Георгия, оказавшиеся среди тысяч беженцев, вели переписку с октября 1922 года по март 1923 года с американским консулом, а тот, в свою очередь, начал переписку с генералами, конгрессменами и, наконец, с президентом США.
Президент Гардинг, Уоррен был возмущён вандализмом турок и послал военный корабль USS Litchfield собрать останки героя.
Гардинг также потребовал и получил извинения со стороны турецкого правительства за двойное поругание: памяти мёртвого героя американской армии и американского флага. Останки Дилбоя были собраны и турецкий почётный караул передал его гроб (вновь одетый в Флаг Соединённых Штатов Америки) американскому десанту в Смирне, который охранял американские учреждения и имущество. Его останки были взяты на борт USS Litchfield и возвращены в Соединённые Штаты. 12 ноября, 1923 года, он был похоронен со всеми воинскими почестями на Арлингтонском национальном кладбище.
Дилбой был удостоен чести быть отмеченным четырьмя президентами США: Вудро Вильсоном, подписавшим его награждение Медалью Почёта, Гардингом, вернувшим его на Арлингтонское национальное кладбище, Кулиджем, бывшим губернатор Массачусетса, возглавлявшим его окончательное захоронение и, наконец, Клинтоном, при замене утерянной медали Дилбоя в 1999 году.
В США именем Дилбоя названы стадион и плавательный бассейн. Штат Массачусетса установил в его честь памятную плиту на здании губернского правления. Памятники Дилбою установлены на Арлингтонском кладбище и в Чикаго.
Dilboy Stadium был построен в Dilboy Field в Сомервилле в 1953 году.
B 2003 году, стадион был в плохом состоянии. Сенатор штата, Чарли Шеннон, интенсивно лоббировал правительство штата, чтобы получить деньги, снести стадион и заново его построить. Когда деньги, более $8 млн, были получены, Шеннон умер в апреле 2005 года, до завершения проекта, и были предприняты усилия, чтобы переименовать стадион именем Шеннона, вместо имени Дилбоя. Переименование было сорвано, после некоторых споров и новый Dilboy Stadium был открыт в сентябре 2006 году. Планы также предусматривали установку почётной плиты, в честь Шеннона.
George Dilboy Memorial воздвигнут 24 мая, 1942 года Мемориальным Фондом Дилбоя (George Dilboy Memorial Foundation) в Госпитале ветеранов в Hines, IL (западный пригород Чикаго)

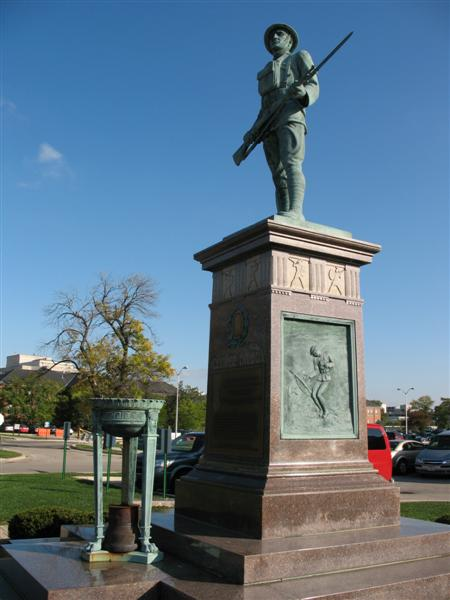
Мемориальный памятник
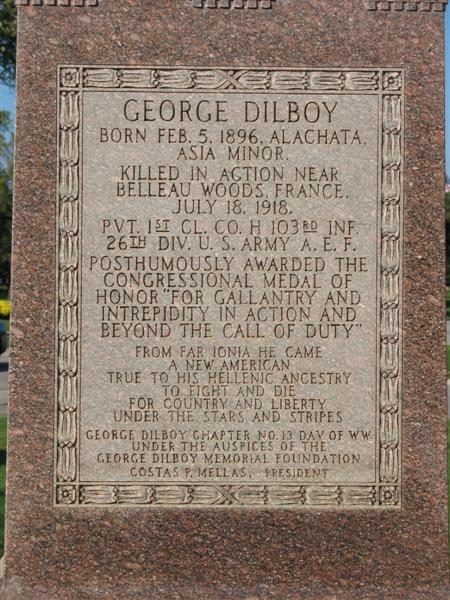
Надпись на постаменте
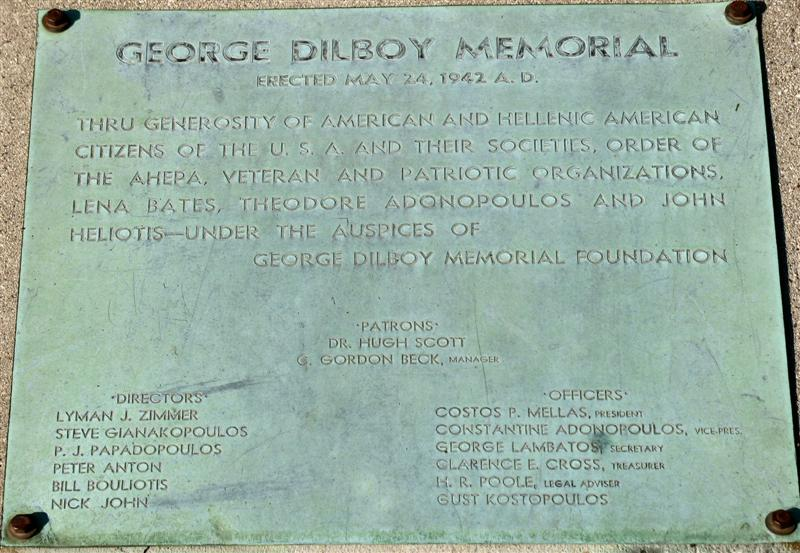
Надпись на плите
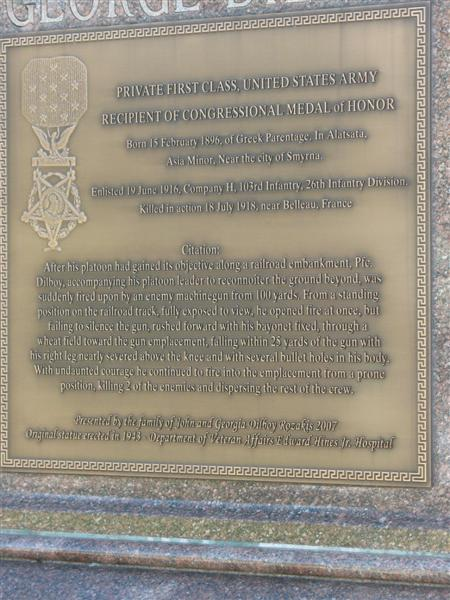
Медаль Почёта на плите

## Память в Греции
Георгий не забыт его земляками беженцами выходцами из Алачати и полуострова Эритрея. Его именем названы улицы в, населённых преимущественно беженцами из Ионии, муниципалитетах «Байрона» и Неа Смирна, а также в квартале «Новая Алачати» города Ираклион, остров Крит и площади в муниципалитете «Новой Эритреи», где «Братство» алачиотов установило бюст героя.
Медаль Георгия со временем перешла в руки его младшей сестры, обосновавшейся на Крите. Во время тройной германо-итало-болгарской оккупации Греции, в годы Второй мировой войны, её дом был разграблен летом 1941 года немцами, которые, вместе с другими ценностями, забрали и медаль Георгия. Через многие годы после войны, племянник Джорджа Дилбоя, Георгиос Розакис, обратился к американскому правительству вновь выдать семье пропавшую медаль. 14 апреля 1999 года посол США в Афинах вручил медаль, за подписью Клинтона, на специальной торжественной церемонии, племяннику Джорджа Дилбоя.

## Цитирование Медали Почёта
Ранг и организация: Рядовой Первого Класса, Армия США, Company H, 103d Пехота, 26-я Дивизия. Место и дата: Near Belleau, Франция, июль 18, 1918. Поступил на службу в: Keene, N.H. Родился: Греция. G.O. No.: 13, W.D., 1919.
Цитирование:
После того как его взвод обнаружил цель вдоль железнодорожной насыпи рядовой Дилбой, сопровождая своего командира взвода в разведке за её пределами, был внезапно обстрелян вражеским пулемётом с дистанции 100 ярдов. Из положения стоя, на железнодорожном полотне, полностью просматриваемый, он сразу открыл огонь, но будучи не в состоянии заставить замолчать орудия, бросился вперёд с примкнутым штыком, через пшеничное поле, к месту расположения орудий, упав в 25 ярдах от орудий, с правой ногой почти оторванной выше колена и многими пулевыми отверстиями в теле. С неустрашимым мужеством, он продолжал стрелять против орудий из положения лёжа, убив 2-х врагов и разогнав остальных членов расчётов.